# Mes plus beaux Noëls
Mes plus beaux Noëls est un recueil de nouvelles de Jean de La Varende publié en 2010 aux éditions Via Romana. Sur les treize nouvelles publiées, une est inédite. Les autres ont déjà été publiées dans les Nouvelles littéraires, Voix française, France 47, Elle, la Croix, Artaban et l'Aurore. Elles sont pour la plupart une réédition de nouvelles déjà éditées dans : 
- (a) Contes amers (contes sauvages II), Rouen : Henri Defontaine, 1945.
- (b) Seigneur tu m'as vaincu, Paris : Fayard, 1961.
- (c) Chantons tous son avènement, Paris : Amis de La Varende, 1986.

## Titres des nouvelles
1. Épiphanie, nouvelle (a).
2. Noël de guerre, nouvelle (a).
3. Le Saint-Esprit de Monsieur de Vaintimille, nouvelle (b).
4. Chantons tous son avènement, nouvelle (c).
5. Conte de Noël en pays d'Ouche, nouvelle (c).
6. Le père Noël était masqué, nouvelle (c).
7. Noël d'enfance, nouvelle inédite.
8. Faut-il brûler le père Noël ?, nouvelle inédite.
9. Mon plus beau Noël, nouvelle inédite (La Croix du 24 décembre 1958). Cette nouvelle fut écrite à la veille du dernier Noël de La Varende, décédé le 8 juin 1959.
10. Noëls en Normandie, nouvelle (c) .
11. Conte pour Noël, nouvelle (c)[1].
12. La Pastorale, nouvelle (b).
13. Dieu, nouvelle (b).

## Résumés de quelques nouvelles
- « Conte pour Noël » « Un conte de Noël chrétien peut-il s’épanouir au cours d’un épisode tragique de l’Histoire de France ? C’est ce à quoi est parvenu l’écrivain Jean de La Varende, dans le contexte du siège de La Rochelle (1627-1628) » (Famille chrétienne, n°1719-1720, Noël 2010).